# 原田末記
原田 末記（はらだ すえき、1956年6月25日 - ）は、熊本県山鹿市出身の元プロ野球選手（投手）。左投左打。

## 来歴・人物
岐阜県の中京商業高では、2年次に一塁手として1973年の春夏の甲子園に連続出場。春の選抜では1回戦で天理高に逆転負け。夏の選手権では高橋俊春のいた伊香高を破り2回戦に進むが、天理高の佐藤清投手に完封を喫する。1年上のチームメートに右翼手の平田恒雄がいた。翌1974年の夏の選手権には4番・エースとして出場、2回戦（初戦）で杉村繁のいた高知高を降す。しかし3回戦でこの大会に優勝した銚子商業高の土屋正勝と投げ合い、0-5で敗退。1年下のチームメートに一塁手の豊平晋一がいた。
投打にセンスのよさを見せ、各球団にも注目されていたが、卒業後は社会人野球の北海道拓殖銀行に進む。入社後は伸び悩んだが、1978年には速球に威力が増し、千藤和久に次ぐ左腕エースに成長。鋭いカーブ、シュートを武器に北海道の最優秀選手となった。同年の都市対抗野球では大昭和製紙北海道の補強選手として出場。準々決勝では先発として起用され、日本鋼管の木田勇と投げ合うが2-4で敗退した。
1978年のプロ野球ドラフト会議でヤクルトスワローズから1位指名を受け入団。
左の本格派として期待され、プロ1年目の1979年に一軍初登板を含む4試合に登板したものの、その後は故障もあって出場機会がないまま1982年限りで現役を引退。

## 詳細情報

### 年度別投手成績
| 年 度    | 球 団    | 登 板 | 先 発 | 完 投 | 完 封 | 無 四 球 | 勝 利 | 敗 戦 | セ 丨 ブ | ホ 丨 ル ド | 勝 率 | 打 者 | 投 球 回 | 被 安 打 | 被 本 塁 打 | 与 四 球 | 敬 遠 | 与 死 球 | 奪 三 振 | 暴 投 | ボ 丨 ク | 失 点 | 自 責 点 | 防 御 率 | W H I P |
| -------- | -------- | ----- | ----- | ----- | ----- | -------- | ----- | ----- | -------- | ----------- | ----- | ----- | -------- | -------- | ----------- | -------- | ----- | -------- | -------- | ----- | -------- | ----- | -------- | -------- | ------- |
| 1979     | ヤクルト | 4     | 0     | 0     | 0     | 0        | 0     | 0     | 0        | --          | ----  | 20    | 5.0      | 4        | 1           | 4        | 0     | 0        | 3        | 0     | 0        | 2     | 2        | 3.60     | 1.60    |
| 通算:1年 | 通算:1年 | 4     | 0     | 0     | 0     | 0        | 0     | 0     | 0        | --          | ----  | 20    | 5.0      | 4        | 1           | 4        | 0     | 0        | 3        | 0     | 0        | 2     | 2        | 3.60     | 1.60    |

### 記録
- 初登板：1979年10月13日、対阪神タイガース25回戦（明治神宮野球場）、9回表に5番手で救援登板・完了、1回無失点
- 初奪三振：1979年10月17日、対横浜大洋ホエールズ22回戦（明治神宮野球場）、9回表に高木嘉一から

### 背番号
- 20 （1979年 - 1982年）